# Cromer
Cromer är en stad och en civil parish i North Norfolk, Norfolk, England. Orten hade 7 749 invånare (2001). Cromer är den administrativa huvudorten i distriktet North Norfolk. 